# Caleb Swanigan
Caleb Sylvester Swanigan (Indianapolis, 18 aprile 1997 – Fort Wayne, 20 giugno 2022) è stato un cestista statunitense.

## Carriera
Al Draft NBA 2017 viene selezionato alla 26ª chiamata dai Portland Trail Blazers.
Il 7 febbraio 2019, dopo un anno e mezzo in Oregon in cui non è riuscito a imporsi, viene ceduto ai Sacramento Kings in cambio di Skal Labissière.
Il 20 giugno 2022, Swanigan morì in un ospedale di Fort Wayne, Indiana, all'età di 25 anni. L'ufficio del medico legale della contea di Allen ha riferito che Swanigan morì "per cause naturali".

## Palmarès
- McDonald's All-American Game (2015)
- Pete Newell Big Man Award (2017)